# Kazimierz Franciszek Matusiak
Kazimierz Matusiak (ur. 8 marca 1942 w Dobrej) – filolog, nauczyciel, kaliski działacz kulturalny i oświatowy, w latach 1999-2017 oraz 2018-2020 kanclerz Państwowej Wyższej Szkoły Zawodowej im. Prezydenta Stanisława Wojciechowskiego w Kaliszu).

## Wykształcenie
W 1959 roku ukończył I Liceum Ogólnokształcące im Adama Asnyka w Kaliszu.  W 1962 roku rozpoczął studia na Wydziale Filologicznym Uniwersytetu Łódzkiego. Po pierwszym roku przeniósł się na Wydział Historyczno-Filozoficzny Wyższej Szkoły Pedagogicznej w Krakowie, którego został absolwentem w 1969 roku.

## Nauczyciel i działacz kulturalno-oświatowy
W czasie studiów (w 1964 roku) rozpoczął pracę jako nauczyciel w IV Liceum Ogólnokształcącym im. Stefanii Sempołowskiej w Kaliszu.  Po jego likwidacji, we wrześniu 1970 roku przeniósł się do Liceum dla Pracujących w Kaliszu, a w 1971 roku został jego wicedyrektorem. We wrześniu 1972 roku rozpoczął pracę w III Liceum Ogólnokształcącym im. Mikołaja Kopernika w Kaliszu.
1 maja 1975 roku został mianowany dyrektorem Wydziału Kultury Urzędu Wojewódzkiego w Kaliszu. Funkcję tę piastował do czerwca 1990 roku. Przez kolejny rok (od 1 lipca 1990 do 31 lipca 1991) był zastępcą dyrektora administracyjnego Teatru im. Wojciecha Bogusławskiego w Kaliszu.
Jako dyrektor Wydziału Kultury Urzędu Wojewódzkiego uczestniczył w powstaniu Kaliskiego Towarzystwa Przyjaciół Nauk, którego jest członkiem od 1987 roku. W okresie pracy w Urzędzie Wojewódzkim zainicjował także stworzenie kaliskiego Biura Wystaw Artystycznych.
W latach 80. wraz z Bogdanem Bladowskim i Józefem Jaworowiczem zabiegał o utworzenie Stowarzyszenia Wychowanków Gimnazjum i Liceum im. Adama Asnyka w Kaliszu. Stowarzyszenie erygowano 13 marca 1990 roku.
W 2001 roku założył Stowarzyszenie Społeczno-Kulturalne „Kaliszanie 2000” i został jego pierwszym prezesem.
Od 2017 roku jest wiceprezesem Fundacji Ewy Iżykowskiej – ARTE EVA.
Jest członkiem Zarządu Regionalnego Towarzystwa Wiedzy Powszechnej w Poznaniu.

## Organizator szkolnictwa wyższego w Kaliszu
W sierpniu 1991 roku rozpoczął pracę w Instytucie Artystyczno-Pedagogicznym UAM w Kaliszu, gdzie pełnił funkcję głównego specjalisty ds. administracji. W latach 90. intensywnie zabiegał o stworzenie w Kaliszu samodzielnej szkoły wyższej. W 1996 roku wraz z Krzysztofem Walczakiem i Mieczysławem Woźniakiem opracował Koncepcję rozwoju szkolnictwa wyższego w Kaliszu, na bazie której powstał wniosek (w 1998 roku) o utworzenie Państwowej Wyższej Szkoły Zawodowej w Kaliszu. Z dniem 15 lipca 1999 roku powstała w Kaliszu pierwsza samodzielna szkoła wyższa.

## Kanclerz Państwowej Wyższej Szkoły Zawodowej im. Prezydenta Stanisława Wojciechowskiego w Kaliszu – Akademii Kaliskiej
1 sierpnia 1999 roku został mianowany kanclerzem PWSZ w Kaliszu i funkcję tę pełnił do 30 czerwca 2017 roku. Jako kanclerz stworzył potężną bazę lokalową (13 obiektów o powierzchni 19 tys. m²) i przyczynił się do intensywnego rozwoju kierunków kształcenia na kaliskiej uczelni oraz nawiązania strategicznych umów z uczelniami w Polsce i za zagranicą. Współpracował z przedstawicielami sektora publicznego i przedsiębiorcami. Dzięki jego staraniom uczelnia w latach 2005, 2007-2015 zajmowała I miejsce w prestiżowych rankingach szkół wyższych. Wraz z Rektorem PWSZ prof. Janem Chajdą (2008-2016) stworzył w strukturach PWSZ ośrodek  badań technologicznych – Centrum Dydaktyczne Badań Kół Zębatych, otwarty w 2014 roku. Pozyskał grono wybitnych polskich i światowych naukowców i wykładowców. Z uczelnią współpracowali m.in. prof. Tadeusz Pisarski, prof. Gerard Straburzyński, prof. Jerzy Woźniak, prof. Daniel Sudoł (USA), Hilmar Prange (Niemcy).
Po krótkiej przerwie powrócił w październiku 2018 roku na stanowisko kanclerza PWSZ. Od października 2020 roku pełni funkcję pełnomocnika rektora ds. kontaktów z uczelniami i środowiskami naukowymi rosyjskojęzycznymi.

## Społecznik i propagator kultury
Po 2001 roku stał się inicjatorem licznych akcji charytatywnych wspierających samotne matki i osoby potrzebujące, organizowanych przez Stowarzyszenie" Kaliszanie 2000" i Akademię Kaliską.
Jest pomysłodawcą projektów edukacyjnych adresowanych do dzieci i młodzieży (Politechnika Dziecięca, Uniwersytet Gimnazjalisty i Licealisty) oraz promotorem sztuki malarskiej i fotografii. Jako Kanclerz Akademii Kaliskiej stworzył uczelniane galerie artystyczne (Galeria Collegium Novum, Galeria Nowy Świat), w których wystawiali prace tacy artyści, jak Władysław Kościelniak, Andrzej Niekrasz, Tadeusz Wolański.

## Pasje muzyczne
W latach 50. ukończył szkołę muzyczną w klasie wiolonczeli i trafił do orkiestry Państwowej Szkoły Muzycznej im. Henryka Melcera w Kaliszu, założonej przez Jerzego Romańskiego.
Ok. 1959 roku, wraz z kolegami: Tadeuszem Pijańskim, Antonim Napierajem i Andrzejem Sobczykiem założył zespół jazzowy „Kwartet 111”, z którym przez wiele lat koncertował. W okresie studiów współpracował z łódzkim kabaretem „Wojaż”.
W latach 1999-2017 organizował cykliczne koncerty muzyki poważnej i popularnej adresowane do młodzieży, m.in. Studenckie Kwadranse Muzyczne, Kaliszanie muzycznie i nie tylko..., taRASOWE SPOTKANIA Z KULTURĄ.
Z ramienia Fundacji ARTE EVA organizuje międzynarodowe konkursy wokalne „Viva Calisia” oraz koncerty światowych gwiazd muzyki jazzowej i bluesowej.

## Nagrody i odznaczenia
- Srebrny Krzyż Zasługi (1977)
- Złoty Krzyż Zasługi (1987)
- Medal „Zasłużony dla Miasta Kalisza” (2011)[12]
- Osobowość 60-lecia Ziemi Kaliskiej (2017)[13]

## Publikacje
Jest współredaktorem wydanego w 2004 roku jubileuszowego albumu: Państwowa Wyższa Szkoła Zawodowa w Kaliszu,  kom. red. Kazimierz Matusiak, Krystyna Wdowczyk, Elżbieta Steczek-Czerniawska. Kalisz: Państwowa Wyższa Szkoła Zawodowa, 2004.